# Skip Hall
Archie Hall (Portsmouth, 27 september 1909 - Ottawa, november 1980) was een Amerikaanse jazztoetsenist van de swing.

## Biografie
Hall kreeg vanaf 8-jarige leeftijd instrumentaal onderricht van zijn vader en later aan de Martin Smith School in New York. Hij trad eerst op in Harlem en leidde van 1931 tot 1938 een band in Cleveland. Daarna was hij zelfstandig werkzaam, tijdens de jaren 1940 ook als arrangeur voor onder andere Jay McShann (1940–1944). Tijdens zijn militaire diensttijd in de Tweede Wereldoorlog leidde hij de 132e Band, waarmee hij was gestationeerd in het Verenigd Koninkrijk. Als pianist had hij dan lange jaren samengewerkt met Buddy Tate, met wie hij in 1968 ook in Europa was. Hall leidde ook eigen bands (onder andere met Walter Brown, waarmee hij in 1949 opnam. Bij Two Left Feet/Skip a Page, die hij opnam voor Jamboree Records, speelde hij met Tate, Buck Clayton, George Stevenson, Vincent Bair-Bey, Dave McRae, Walter Page en Herbert Lovelle. Verder is hij ook te horen op opnamen van zijn zwager Sy Oliver met Clyde Bernhardt, Thelma Carpenter, Don Redman, Dicky Wells, Buck Clayton, Hot Lips Page, Wynonie Harris en Charlie Shavers.

## Overlijden
Skip Hall overleed in november 1980 op 71-jarige leeftijd.